# Socijalistička radnička partija Hrvatske
Socijalistička radnička partija Hrvatske (SRP) je hrvatska stranka krajnje ljevice. Osnovana je 25. listopada 1997. godine, a registraciju pri Ministarsvu uprave Republike Hrvatske dobila je 4. veljače 1998. godine. Omladinska organizacija su Mladi socijalisti Hrvatske.

## Povijest
Na lokalnim izborima 2001. godine, SRP je osvojila dva mjesta u gradskom vijeću u Daruvaru, i po jedno u općinskim vijećima u Donjem Lapcu i Vrhovinama. Osnivač stranke i prvi predsjednik bio je Stipe Šuvar, koji na tom mjestu ostaje do travnja 2004. kada ga zamjenjuje Ivan Plješa. SRP zajedno s nizom organizacija i pojedinaca organizira 9. veljače 2008. prosvjed protiv preimenovanja Trga Maršala Tita u Kazališni trg.[nedostaje izvor]
Pred izbore za Europski parlament 2019. SRP je dogovorila koaliciju s Radničkom frontom. Koalicija je dobila 0,24 % glasova.
Na predsjedničkim izborima 2019. ista je koalicija predložila Katarinu Peović kao prvog kandidata za predsjednika Republike Hrvatske koji zastupa otvoreno socijalističke ideje.
Umjesto nastavka suradnje između Socijalističke radničke partije i Radničke fronte, na sastanku održanom u ožujku 2020. najavljen je prestanak suradnje sa strane Radničke fronte, jer su Radničkoj fronti „rezultati važniji od ideala“. Ubrzo nakon toga, u svibnju 2020., Radnička fronta je za parlamentarne izbore 2020. najavila koaliciju u kojoj su osim Radničke fronte, Nova ljevica, Možemo!, ORaH, ZA GRAD i Zagreb je NAŠ!, pa je SRP samostalno izašla na izbore. Za sebe kažu da su jedina stranka u Hrvatskoj koja svoj program zasniva na klasnom argumentu.
Predizborni spot kandidata Socijalističke radničke partije na parlamentarnim izborima 2020. postao je viralan na društvenim mrežama. U spotu se čuju stihovi pjesme Uz maršala Tita, a Davor Rakić, kandidat, prilazi girjama na kojima su naslikane crvene petokrake, koje podiže dok objavljuje svoj predizborni program.
Za SRP je glasalo 2149 birača. Najbolji rezultat postignut je u osmoj izbornoj jedinici s 814 glasova (0,52 %) što je porast u odnosu na parlamentarne izbore 2016. sa 726 glasova (0,40 %). U prvoj izbornoj jedinici dobiven je 331 glas (0,19 %), u šestoj 486 (0,33 %), a u desetoj 518 (0,26 %).

## Program
SRP redovito izlazi na parlamentarne izbore, jer političku borbu za socijalizam ne doživljava kao kratkoročno ulaganje, već ponajprije kao dio dugotrajnog političkog procesa u kojem se razvijaju različiti oblici konkretne političke i socijalne borbe za interese radničke klase, nego vršeći pritisak na ideologije nacionalizma, neoliberalizma i zagovornika antikomunizma uz snažno sudjelovanje političke religije, što po po njihovom mišljenju od radničkih stranaka traži stalnu prisutnost među radnicima i biračima. Stoga su na parlamentarnim izborima 2016. zahtijevali: 
- Nacionalizaciju svih kapitalnih resursa: banke, telekomunikacije, naftna i farmaceutska industrija, elektroprivreda, željeznice, itd.
- Porez na promet, kao najvažniji element porezne politike, koji bi se, umjesto PDV-a, naplaćivao porezni prihod samo nakon ostvarenih transakcija (gotovinsko načelo), a ne po obračunskom načelu.
- Promjenu administrativno-teritorijalnog uređenja, odnosno ukidanje županija, te stvarna decentralizacija vlasti prema općinama s neposrednim oblicima odlučivanja građana – najviše 150 općina i 5 regija.
- Besplatno zdravstvo i školstvo sa solidarnim financiranjem zdravstvene zaštite i obrazovanja, za razliku od privatizacije zdravstva te za uvođenje kurikularne reforme.
- Izlazak Hrvatske iz Europske unije.[12] Čak iako su se kandidirali na izborima za Europski parlament 2019. kada su bili mišljenja da Europa mora ostati antifašistička, sekularna, a žene ravnopravne s muškarcima. Po njihovom stajalištu, Europska unija ne može se popraviti, kao ni kapitalizam. Europu treba izgraditi na novim temeljima, tako da Europskom unijom ne dominira neoliberalna i privatna ekonomija koja, kako oni tvrde, na štetu radnika i njihove socijalne sigurnosti sve podređuje interesu privatnog profita.[13]
- Raspuštanje NATO saveza i povlačenje svih NATO snaga kroz zatvaranje vojnih baza na stranom teritoriju. Uz to se zalaže za opće razoružanje, zajedno s trenutnim prestankom istraživanja i razvojem smrtonosnog oružja.[14]

Uz to, SRP podržava povorku ponosa u cijeloj Hrvatskoj i zalaže se za sva ljudska prava i jednakost svih ljudi Hrvatske i svijeta. Sudjelovali su u Zagreb Prideu 2019. s još oko 7000 drugih sudionika.
Smatraju da u svrhu zaštite Ustavom zajamčene sekularnosti treba raskinuti ugovore između Vatikana i Republike Hrvatske.

## Struktura
- Predsjednik: Ranko Adorić[18]

## Publikacije
Stranka je izdavala glasilo Socijalizam danas. Organizacija u Splitu izdaje vlastitu novinu Gariful (Karanfil), a Regionalna organizacija Istre glasilo "Socijalizam".

## Vanjske poveznice
- Službena stranica Socijalističke radničke partije Hrvatske
- Socijalizam danas